# Nikomedia
Nikomedia (grekiska: Nikomedeia; dagens İzmit i Turkiet) är det latinska namnet på den stad som grundades av  Nikomedes I av Bithynien 264 f.Kr. Sedan grundandet en av de viktigaste städerna i Mindre Asien. Under Romerska riket var Nikomedia huvudstad i Bithynien (se Nicaea) och var under Diocletianus Östromerska rikets huvudstad. Även som stad i Bysantinska riket utgjorde Nikomedia, med sitt läge mellan öst och väst, en viktig länk mellan den nya huvudstaden Konstantinopel och de asiatiska vägarna österut. Stadens strategiska betydelse förändrades inte heller av den osmanska erövringen 1338.